# 381 Мірра
381 Мірра (381 Myrrha) — астероїд зовнішнього головного поясу, відкритий 10 січня 1894 року Огюстом Шарлуа у Ніцці.
Тіссеранів параметр щодо Юпітера — 3,145.